# Articolazione sacroiliaca

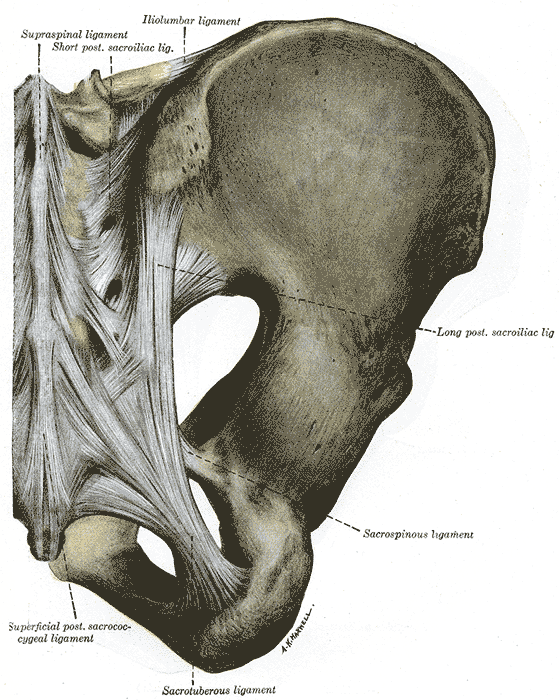
Vista posteriore dell'articolazione sacroiliaca

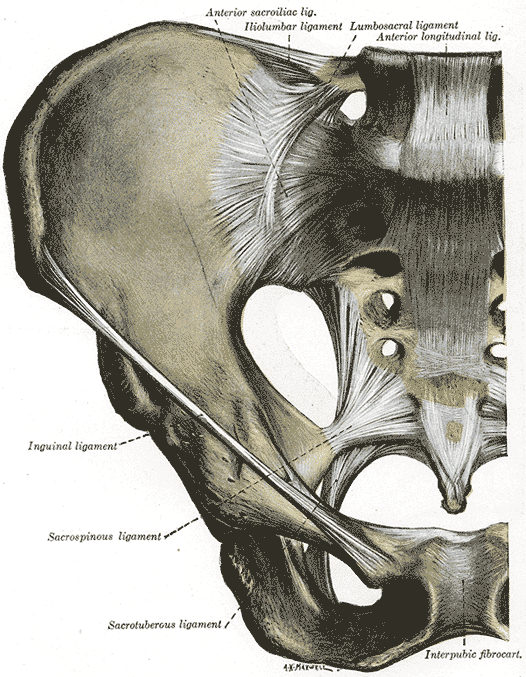
Vista anteriore dell'articolazione sacroiliaca

L'articolazione sacroiliaca o articolazione sacropelvica è l'articolazione che si instaura tra l'osso sacro e l'osso iliaco, contribuendo a formare la pelvi.
Essa è costituita dall'articolazione che si instaura tra la faccetta auricolare sacrale dell'osso iliaco e la faccetta auricolare iliaca dell'osso sacro e dai relativi legamenti intrinseci ed estrinseci.

## Articolazione sacroiliaca
L'articolazione sacroiliaca si instaura tra la faccetta articolare sacrale dell'osso iliaco e la faccetta articolare iliaca dell'osso sacro. Ciascuna delle due faccette articolari è rivestita da un sottile strato di cartilagine ialina che costituisce la cartilagine articolare. Inoltre l'articolazione possiede una propria capsula articolare che si tende tra i margini delle cartilagini articolari. Nella maggior parte dei casi tra le due faccette articolari si interpone un esile disco articolare fibrocartilagineo i cui margini si inseriscono sulla capsula articolare, formando così un'anfiartrosi. Tuttavia in alcuni casi il disco articolare può essere assente e in tal caso l'articolazione costituisce una vera e propria artrodia la cui capsula articolare è rivestita da membrana sinoviale.

## Legamenti intrinseci
La capsula articolare dell'articolazione sacroiliaca è rinforzata da tre legamenti intrinseci:
- Legamento sacroiliaco anteriore, che origina dalla superficie anteriore dell'osso sacro e si inserisce nella parte mediale della fossa iliaca.
- Legamento sacroiliaco posteriore, che origina dalla cresta sacrale laterale e si inserisce sul margine posteriore dell'osso iliaco nello spazio compreso tra le spine iliache posteriori.
- Legamento sacroiliaco interosseo, che si tende tra la tuberosità sacrale dell'osso sacro e la tuberosità iliaca dell'osso iliaco.

## Legamenti estrinseci
L'articolazione possiede inoltre tre legamenti estrinseci:
- Legamento ileolombare, che si tende tra l'apice del processo costiforme della quinta vertebra lombare e la spina iliaca posteriore superiore. Offre inserzione al muscolo quadrato dei lombi.
- Legamento sacrospinoso, che origina dal margine laterale dell'ala del sacro e dall'abbozzo del processo trasverso del coccige e si inserisce alla spina ischiatica. Esso contribuisce a trasformare la grande incisura ischiatica in grande foro ischiatico.

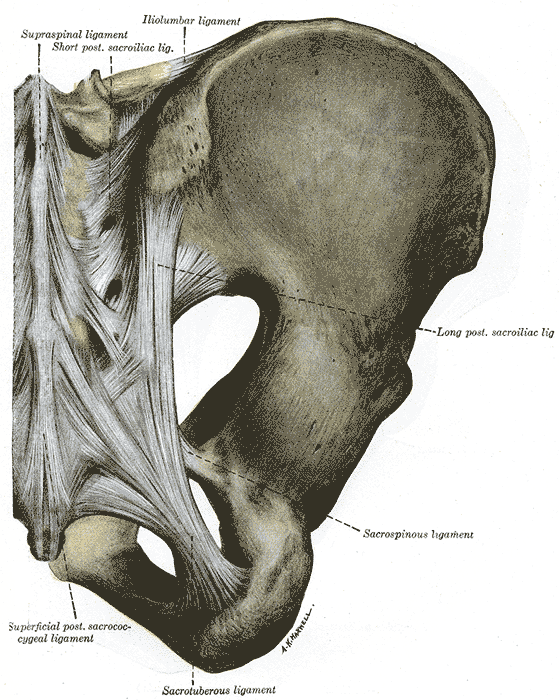
Vista posteriore dell'articolazione sacroiliaca
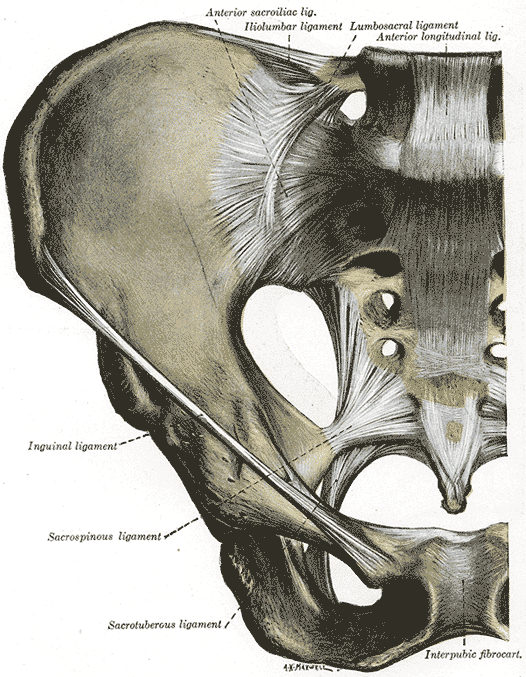
Vista anteriore dell'articolazione sacroiliaca
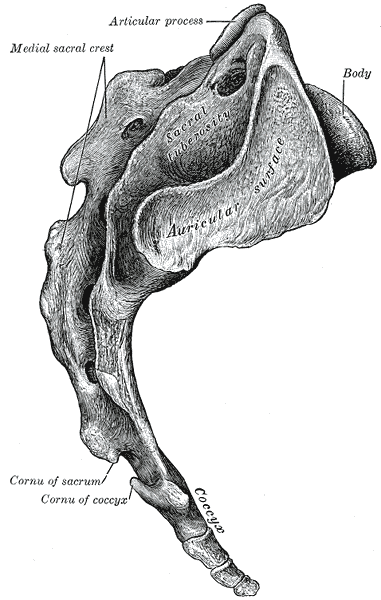
Legamento sacrotuberoso, che origina dal margine posteriore dell'osso iliaco, nella porzione compresa tra le spine iliache posteriori, e dal margine laterale dell'ala del sacro per inserirsi alla tuberosità ischiatica. Esso contribuisce, assieme al legamento sacrospinoso, a trasformare la piccola incisura ischiatica in piccolo foro ischiatico.
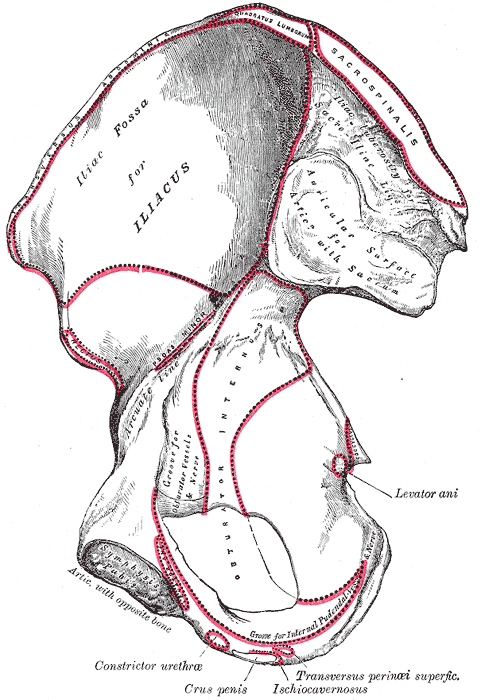
Superficie auricolare dell'osso iliaco

Il legamento sacrotuberoso ed il legamento sacrospinoso costituiscono nel complesso il legamento sacroischiatico.

## Movimenti
L'articolazione sacroiliaca compie due tipi di movimenti:
- nutazione: la base del sacro si sposta in basso e in avanti, mentre l'apice si sposta indietro. Lo stretto superiore del bacino diminuisce di diametro, lo stretto inferiore aumenta la sua ampiezza. Essa è limitata dai legamenti sacro ischiatici e dal legamento sacro iliaco anteriore (FRENO DELLA NUTAZIONE). L'antiversione del bacino si accompagna al movimento di nutazione del sacro;
- contronutazione: la base del sacro si sposta in alto e indietro, mentre l'apice si sposta in avanti e in basso. Lo stretto superiore del bacino aumenta di diametro, lo stretto inferiore diminuisce la sua ampiezza. La contronutazione è limitata dal tensionamento dei legamenti ileo sacrali. La retroversione del bacino si accompagna al movimento di contronutazione del sacro.